# Социология религии
Социология религии — отрасль социологии, изучающая взаимоотношения между религией и обществом. Социология религии изучает религиозные практики, исторический опыт взаимодействия религии и общества, универсальные темы и роли религии в социальных процессах. В отличие от философии религии и теологии, социология религии не ставит своей целью оценку религиозных убеждений. Современную социологию религии можно представить, как совокупность трех уровней знаний: методологического, теоретического и эмпирического.

## История социологии религии
Предпосылки возникновения данной отрасли социологии были заложены в эпоху французского Просвещения. К этому времени накопился богатый фактографический материал по истории христианства и неевропейских религий, требовавший упорядочения и осмысления. Многие идеологи французского Просвещения сформировали критический интерес к религии как социальному институту. Позитивистская методология Огюста Конта и рационалистическая гносеология Иммануила Канта сформировали методологическую основу анализа религии.
Основоположниками современной социологии религии считают Эмиля Дюркгейма, Макса Вебера и Георга Зиммеля.
Эмиль Дюркгейм одним из первых начал анализ религии, в 1897 году он исследовал самоубийства среди католических и протестантских групп населения, дал описание основных функций религиозного ритуала. Работы Макса Вебера подчеркнули взаимосвязь между религиозной верой и экономическими основами общества, а также заложили основу типологии религиозных групп и религиозного лидерства. Фундаментальной в области социологии религии принято считать работу, написанную Максом Вебером, «Протестантская этика и дух капитализма». Дюркгейм также изучал вопрос о ранних формах религии. Вопрос религии Дюркгеймом рассматривается и прорабатывается в работе «Элементарные формы религиозной жизни». В частности в работе выявляются функции и социальные истоки религии.
Современная социология религии сосредоточена на таких вопросах, как секуляризация, гражданская религия, а также согласованности религии в контексте глобализации и мультикультурализма.

## Направления в социологии религии
- Эволюционизм в социологии религии (О. Конт, Г. Спенсер, Э. Дюркгейм, Г. Зиммель)
- Функционализм в социологии религии (А. Р. Рэдклифф-Браун, Б. Малиновский, Т. Парсонс, Н. Луман, Р. Мертон)
- Неоэволюционизм в социологии религии (М. Вебер, Р. Белла)
- Конфликтологические теории религии (марксистская теория религии)

## Типология религиозных организаций
Религиозные группы, классифицируются как деноминации, конфессии и новые религиозные движения. Некоторые религиоведы считают, что термины «секта» и «культ» не следует употреблять, как перегруженные эмоциональными и богословскими коннотациями.